# NGC 4605
NGC 4605 es una galaxia espiral en la constelación de la Osa Mayor.